# Sybropraonetha minuta
Sybropraonetha minuta là một loài bọ cánh cứng trong họ Cerambycidae.